# Zugelassener Wirtschaftsbeteiligter
Als Zugelassener Wirtschaftsbeteiligter (Abkürzung ZWB; englisch Authorized Economic Operator, AEO) wird im Zollrecht der Europäischen Union ein geprüftes Unternehmen bezeichnet, das beim Außenhandel bestimmte Privilegien genießt.
Der Status des Zugelassenen Wirtschaftsbeteiligten ermöglicht es Unternehmen u. a. innerhalb der gesamten Europäischen Union in einem einfachen Verfahren ohne erneute umfangreiche Überprüfung Bewilligungen für Zollverfahren mit wirtschaftlicher Bedeutung und andere vereinfachte Verfahren zu erlangen. Insofern ist die Anwendung einheitlicher Standards bei der Vergabe des Status innerhalb der gesamten Europäischen Union von großer Bedeutung.
Die Bewilligung dieses Status ist an umfangreiche Voraussetzungen hinsichtlich der Zuverlässigkeit, der Zahlungsfähigkeit, der bisherigen Einhaltung der einschlägigen Rechtsvorschriften sowie gegebenenfalls der Erfüllung bestimmter Sicherheitsstandards geknüpft.

## Geschichte
Der Status des ZWB wurde mit der Verordnung (EG) Nr. 648/2005 vom 13. April 2005 in Artikel 5a der Verordnung (EWG) Nr. 2913/92 des Rates vom 12. Oktober 1992 zur Festlegung des Zollkodex der Gemeinschaften zum 11. Juni 2005 eingeführt. Der ZWB ähnelt hierbei in Teilen der US-amerikanischen Customs-Trade Partnership Against Terrorism (C-TPAT). Die Zollkodex-Durchführungsverordnung (ZK-DVO) wurde mit der Verordnung (EG) Nr. 1875/2006 der Kommission vom 18. Dezember 2006 umfassend geändert. Unter anderem wurde die nähere Ausgestaltung des Status des Zugelassenen Wirtschaftsbeteiligten getroffen.
Seit dem 1. Mai 2016 regeln Titel I Kapitel 2 Abschnitt 4 des Zollkodex der Union (Verordnung (EU) Nr. 952/2013) sowie Delegierte Verordnung (EU) 2015/2446 und Durchführungsverordnung (EU) 2015/2447 die Anwendung des ZWB.

## Zertifikate
Es werden in Art. 14a Abs. 1 ZK-DVO drei unterschiedliche Zertifikate für den Zugelassenen Wirtschaftsbeteiligten eingeführt. Diese sind:
1. AEO-Bewilligung „Zollrechtliche Vereinfachungen“ (AEOC)
2. AEO-Bewilligung „Sicherheit“ (AEOS)
3. AEO-Bewilligung „Zollrechtliche Vereinfachungen und Sicherheit“ (AEOC und AEOS) (sogenannte kombinierte Bewilligung).

## Bewilligungsvoraussetzungen
Die Bewilligungsvoraussetzungen waren im Einzelnen:
1. Art. 14h ZK-DVO: angemessene Einhaltung der Zollvorschriften in der Vergangenheit
2. Art. 14i ZK-DVO: eine zufriedenstellende Buchführung hinsichtlich der Geschäfts- und Beförderungsunterlagen, die eine geeignete Kontrolle ermöglicht
3. Art. 14j ZK-DVO: der Nachweis der Zahlungsfähigkeit (Bonität)
4. Art. 14k ZK-DVO: die Einhaltung geeigneter Sicherheitsstandards (nur für AEO S und AEO F).

Die Bewilligungsvoraussetzungen sind in den Leitlinien „Zugelassene Wirtschaftsbeteiligte“ (Dokument TAXUD/2006/1450 vom 29. Juni 2007) näher erläutert.

## Bewilligungsverfahren
Zuständig für die Erteilung der Zertifikate ist das Sachgebiet B des örtlich zuständigen Hauptzollamtes (HZA). Die Bearbeitungsfrist dort beträgt seit dem 1. Januar 2010 90 Tage. Diese Frist kann um 30 Tage verlängert werden. Zwischen dem 1. Januar 2008 und dem 1. Januar 2010 betrug die Frist übergangsweise 300 Tage. Die Bearbeitungsfrist des HZA beginnt erst mit Vorliegen sämtlicher für die Annahme des Antrages notwendigen Informationen (Art. 14c Abs. 2 ZK-DVO). Innerhalb von 30 Tagen hat das HZA die Anträge auf Vollständigkeit zu prüfen. Die Beteiligung der Behörden anderer Mitgliedstaaten ist in den Art. 14l und 14m ZK-DVO geregelt. Gemäß Art. 14l ZK-DVO müssen die anderen Mitgliedstaaten bei jedem Bewilligungsverfahren innerhalb von fünf Tagen über dieses benachrichtigt werden. Hierzu wird gemäß Art. 14x ZK-DVO ein einheitliches Informations- und Kommunikationssystem für alle Mitgliedstaaten erarbeitet. Dieses steht seit Anfang 2008 als Beta-Version zur Verfügung. Eine voll funktionstüchtige Version ist für Ende 2008 geplant. Kann die Prüfung der Bewilligungsvoraussetzungen nicht in einem Mitgliedsstaat erfolgen, so werden gemäß Art. 14m ZK-DVO die Behörden der anderen beteiligten Mitgliedstaaten konsultiert. In der Bundesrepublik Deutschland ist die Kontaktstelle AEO bei der Bundesfinanzdirektion Südost in Nürnberg für die Koordinierung mit den anderen Mitgliedstaaten der Gemeinschaft zuständig.
Anträge können seit dem 1. Januar 2008 rechtswirksam durch das zuständige Hauptzollamt angenommen werden. Die ersten AEO-Zertifikate wurden bereits erteilt.

## Vorteile für den Inhaber
Der Status des Zugelassenen Wirtschaftsbeteiligten beinhaltet für den Inhaber verschiedene Vorteile. Beantragt ein Inhaber eines AEO-Zertifikats AEO C oder AEO F eine zollrechtliche Vereinfachung des Art. 14b Abs. 1 ZK-DVO (z. B. Anschreibeverfahren, zugelassener Versender/Empfänger), gelten die bereits zur Erteilung des Zertifikates geprüften Voraussetzungen als erfüllt.
Inhaber von S- und F-Zertifikaten müssen ab Einführung der elektronischen Vorausanmeldung zum 1. Juli 2009 nicht den vollen Datensatz übermitteln. Sie können einen reduzierten Datensatz nach Anhang 30A Abschnitt 2.5 zur ZK-DVO übermitteln.
Die Prüfungskadenz von Zertifikatinhabern soll unter der von Beteiligten ohne Zertifikate liegen. Hierbei ist aber die Risikoanalyse nach Art. 14b Abs. 4 ZK-DVO zu beachten. Der Zertifikatinhaber AEO S oder AEO F kann vor einer Warenkontrolle gemäß Art. 14b Abs. 2 ZK-DVO von der beabsichtigten Prüfung unterrichtet werden.
Es wird angestrebt, die Höhe der zu hinterlegenden Sicherheiten für Zertifikatinhaber zu reduzieren. Die nähere Ausgestaltung ist noch nicht abgeschlossen.
Die Europäische Union strebt die Anerkennung des Status des Zugelassenen Wirtschaftsbeteiligten in internationalen Abkommen mit Drittländern zur Absicherung der Lieferkette an.

## Dienstvorschrift
Die Dienstvorschrift mit behördeninternen Regelungen zum Zugelassenen Wirtschaftsbeteiligten ist am 17. Dezember 2007 erschienen.